# Марія Елеонора Еттінґенська
Марія Елеонора Еттінгенська (нім. Maria Eleonora zu Oettingen-Oettingen, 10 липня 1649—10 квітня 1681) — донька графа Еттінген-Еттінгенського Йоакіма Ернеста та його дружини Анни Софії Зульцбаської, дружина рейхсграфа Віндіш-Ґрац Карла Готліба I Амадея.

## Походження
Марія Елеонора була старшою донькою і другою дитиною в родині графа Йоакіма Ернеста Еттінґенського та його третьої дружини Анни Софії Зульцбасської. З батьківського боку вона була онукою графа Людвіга Ебергарда Еттінґенського та Маргарити Ербахської. По материнській лінії  приходилася онукою графу Зульцбаху Августу та Ядвізі Гольштейн-Готторптській.

## Життєпис
Марія Елеонора Еттінґенська народилася 10 липня 1649 року. У шістнадцять років її пошлюбив рейхсграф Віндіш-Ґрац Карл Готліб Амадей. Він займався політикою і був дипломатом. Як до так і після одруження з Марією Елеонорою, він багато подорожував як посланець із різними дипломатичними місіями. Будучи людиною творчою, Карл Готліб також писав сонети та вірші. Із ним графиня жила до самої своєї смерті і народила йому 11 дітей, п'ятеро з яких стали дорослими.
Померла Марія Елеонора невдовзі після народження молодшого сина Фердінанд Хартвіґа. Карл Готліб Амадей через два роки після цього знову одружився. Помер він у 1695 році.

## Родина
Чоловік
Діти:
- Елеонора Катаріна  (1666—1667) — померла немовлям;
- Ебергардіна Елеонора Софія  (1668—1724) — черниця.
- Теофіль Август  (1669) — помер немовлям;
- Ернст Фрідріх  (1670—1727) — граф Віндіш-Ґрац. Кавалер Ордену Золотого Руна. Двічі одружений. Мав двох діточок, що змерли в дитинстві.[2]
- Марія Сідонія  (1671) — померла немовлям;
- Бартоломео Гундакар  (1673) — помер немовлям;
- Доротея  (1673—1674) — померла немовлям;
- Франц Хартвіґ  (1676—1706)
- Шарлотта Єлизавета  (1677) — померла немовлям;
- Марія Катаріна  (1678—1708) —одружена з дворянином Фількерсоном.
- Фердінанд Хартвіґ  (1681—1706)